# Karel Pecka

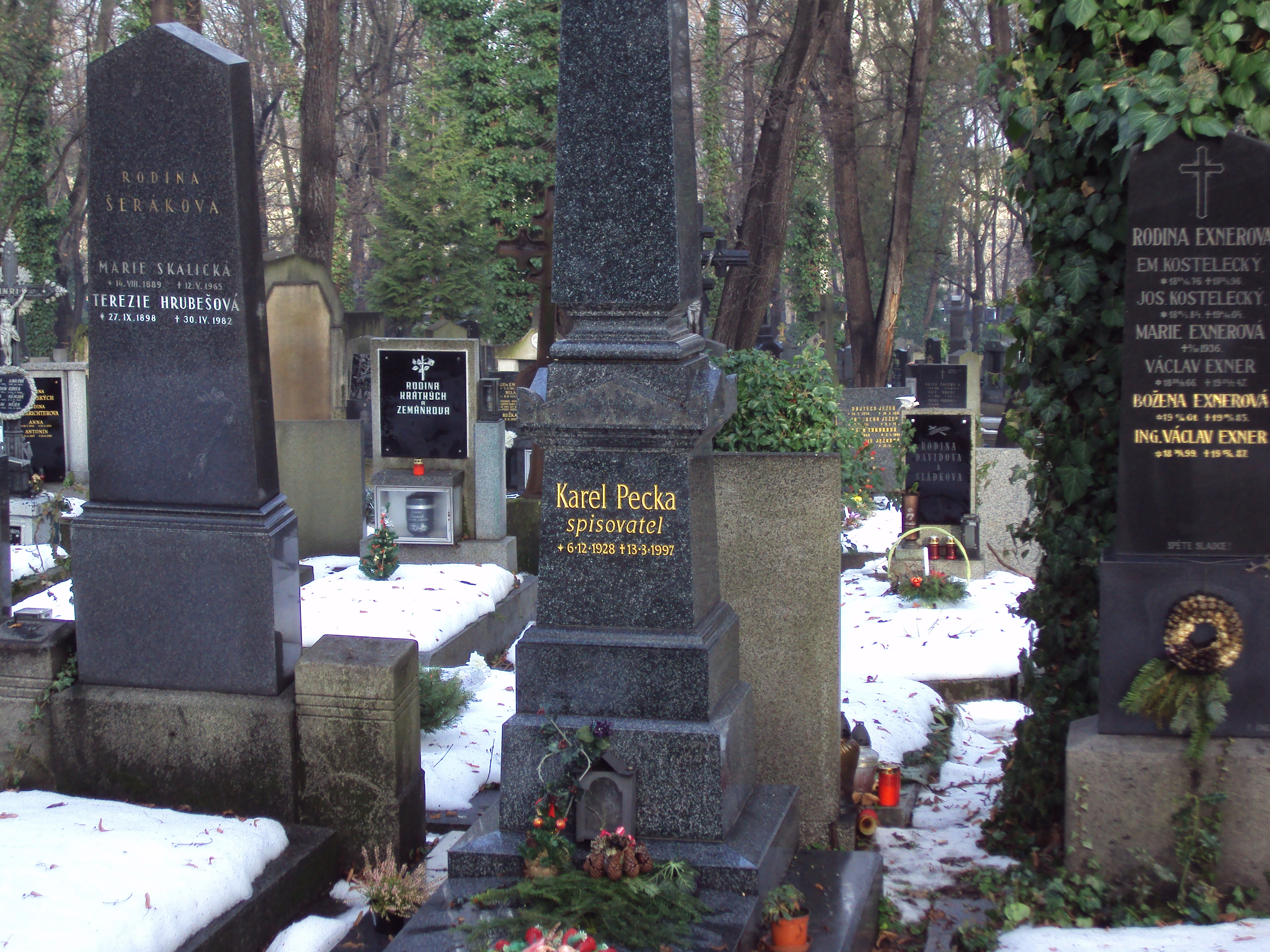
Sírja

Karel Pecka (Kolozsnéma, 1928. december 6. – Prága, 1997. március 13.) cseh író, politikai fogoly, disszidens.

## Élete
1948-ban érettségizett a České Budějovicei kereskedelmi akadémián. 1949-ben letartóztatták, hazaárulással, illegális határátlépés szándékával és államellenes nyomtatványok terjesztésével vádolták meg. A megkonstruált vádak alapján 11 év börtönre ítélték, amit több munkatáborban, például uránbányában töltött. Hazatérte után 1959-ben kötelező katona szolgálatra kellett mennie, ami után színpadi technikus lett a prágai Nemzeti Színházban. Ott dolgozott 1965-ig, majd csak irodalommal foglalkozott.
Előbb folyóiratokban publikált (Host do domu, Literární noviny, Tvář), melyekben a politikai foglyok témájával többször foglalkozott. 1969-től tiltólistás szerző lett, ezután külföldön és szamizdatban publikált. 1981-től rokkant nyugdíjas. 1975-től 1988-as nyugdíjba vonulásáig mint vízszivattyús dolgozott.
Az elsők között írta alá a Charta ’77 politikai nyilatkozatot.

## Elismerései
- 1997 Masaryk-rend III. fokozata in memoriam